# Запорожье (Акмолинская область)
Запорожье (каз. Запорожье) — село в Жаксынском районе Акмолинской области Казахстана. Административный центр Запорожского сельского округа. Находится примерно в 34 км к югу от центра села Жаксы.  Основано в 1899 году как переселенческий участок Джаксынский Кийминской волости Атбасарского уезда  Акмолинской области с нарезкой земли на 186 душевых долей из расчета 15 десятин на мужскую душу. В 1903 году была прирезка на 153 душевых доли . Первым жителем , который появился на участке в 1900 году , был крестьянин Павлоградского уезда Екатеринославской губернии  Василий Гаврилович Марченко . В этом же году он организовал сельское общество имея доверенность от 250 душ своих земляков . Позже сельский сход избрал его первым сельским старостой. 
Церкви своей в поселке не было . Был только приписной молитвенный дом , в котором располагалась и приходская школа , открытая в 1906 году.  Православные жители были прихожанами Кийминской Казанской церкви .
Код КАТО — 115245100.

## Население
В 1915 году население поселка составляло 297 душ обоего пола . В 1999 году население села составляло 1873 человека (911 мужчин и 962 женщины). По данным переписи 2009 года, в селе проживало 1887 человек (930 мужчин и 957 женщин).

## Религия
Православные храмы
Запорожье административно относится к Атбасарскому городскому благочинению Кокшетауской и Акмолинской епархии Казахстанского митрополичьего округа Русской православной церкви (МП).